# لشکر چهارم پیاده‌نظام (ورماخت)
لشکر چهارم پیاده‌نظام (به آلمانی: 4. Infanterie-Division) یکی از لشکرهای پیاده‌نظام رایشسور و ورماخت بود که در سال ۱۹۳۴ تشکیل شد و در ماه‌های نخست جنگ جهانی دوم حضور داشت. این لشکر در سال ۱۹۴۰ مجدداً سازماندهی و به لشکر چهاردهم زرهی تغییر عنوان داد.

## تشکیل و سازمان
لشکر چهارم پیاده‌نظام در ماه اکتبر سال ۱۹۳۴ در درسدن تشکیل شد.
- یگان‌های بسیج‌شده لشکر در موج نخست در ۱ اوت سال ۱۹۳۹[۲]:
  - هنگ ۱۰ پیاده‌نظام
  - هنگ ۵۲ پیاده‌نظام
  - هنگ ۱۰۳ پیاده‌نظام
  - هنگ ۴ توپخانه
  - گردان ۱ هنگ ۴۰ توپخانه
  - یگان‌های ۴ پشتیبانی لشکر:
    - گردان ۱۳ مهندسی
- سازمان لشکر در تابستان سال ۱۹۳۹ پیش از تهاجم به لهستان[۱]:
  - یگان ۴ نقشه‌برداری موتوریزه
  - دسته ۴ پیام‌رسان موتورسوار
  - هنگ ۱۰ پیاده‌نظام:
    - ۱ دسته مخابرات
    - ۳ گردان پیاده‌نظام - هر یک:
      - ۳ گروهان پیاده‌نظام
      - ۱ گروهان سنگین

    - ۱ دسته شناسایی سواره
    - ۱ گروهان توپ پیاده‌نظام
    - ۱ گروهان ضدتانک موتوریزه
    - ۱ ستون سبک تدارکات پیاده‌نظام

  - هنگ ۵۲ پیاده‌نظام:
    - همانند هنگ ۱۰ پیاده‌نظام

  - هنگ ۱۰۳ پیاده‌نظام:
    - همانند هنگ ۱۰ پیاده‌نظام

  - هنگ ۴ توپخانه:
    - ۳ گروهان توپخانه سبک - هر یک:
      - ۳ آتشبار سبک

    - گروهان ۱ هنگ ۴۰ توپخانه:
      - ۳ آتشبار سنگین

    - گردان ۴ دیده‌بانی توپخانه

  - گردان ۴ ضدتانک:
    - ۱ دسته مخابرات موتوریزه
    - ۳ گروهان ضدتانک موتوریزه
    - گروهان ۴ گردان ۴۷ مسلسل سنگین

  - گردان ۴ شناسایی:
    - ۱ دسته مخابرات بخشی‌موتوریزه
    - ۱ گروهان شناسایی سواره
    - ۱ گروهان شناسایی دوچرخه‌سوار
    - ۱ گروهان شناسایی موتوریزه
      - ۱ گروه توپ پیاده‌نظام
      - ۱ گروه خودروی زرهی
      - ۱ دسته ضدتانک

  - گردان ۴ مهندسی:
    - ۲ گروهان مهندسی
    - ۱ گروهان مهندسی موتوریزه
    - ۱ گروهان پل‌ساز موتوریزه
    - ۱ گروهان تدارکات مهندسی موتوریزه

  - گردان ۴ جایگزینی
    - ۳ گروهان

  - گردان ۴ مخابرات:
    - ۱ گروهان تلفن بخشی‌موتوریزه
    - ۱ گروهان رادیو موتوریزه
    - ۱ ستون تدارکات مخابرات موتوریزه

  - نیروهای ۴ تدارکات لشکر:
    - ۸ ستون سبک تدارکات موتوریزه
    - ۱ ستون سبک سوخت موتوریزه
    - گروهان ۴ نگهداری موتوریزه
    - گروهان ۴ تدارکات موتوریزه
    - یگان ۴ نانوایی صحرایی موتوریزه
    - یگان ۴ سلاخی موتوریزه
    - اداره ۴ لشکر
    - دسته ۱ گروهان ۴ بهداری
    - دسته ۲ گروهان ۴ بهداری موتوریزه
    - یگان ۴ بیمارستان صحرایی موتوریزه
    - دسته ۱ و ۲ گروهان ۴ آمبولانس
    - گروهان ۴ دامپزشکی
    - دفتر ۴ پست صحرایی موتوریزه
    - یگان ۴ پلیس نظامی موتوریزه

ماه ژانویه سال ۱۹۴۰ گردان ۴ جایگزینی با جدا شدن از لشکر، گردان ۱ هنگ ۴۴۰ پیاده‌نظام از لشکر صد و شصت و چهارم پیاده‌نظام را ایجاد کرد. ماه فوریه همان سال ستاد و گردان ۲ هنگ ۵۲ پیاده‌نظام از لشکر جدا شد تا به گردان هنگ ۵۱۳ پیاده‌نظام از لشکر دویست و نود و چهارم در موج هشتم بسیج بدل گردد. ستاد، گردان ۲ هنگ ۴ توپخانه، یک یگان از گردان ۴ شناسایی و بخشی از یگان‌های مخابرات نیز جزوی از این انتقال بودند. بدین ترتیب گردان جایگزینی لشکر حذف شد و ستون‌های تدارکات آن به ۳ ستون سبک موتوریزه و ۳ ستون اسب‌کشنده تقلیل یافت.
این لشکر روز ۱۵ اوت سال ۱۹۴۰ مجدداً سازماندهی و به لشکر چهاردهم زرهی تغییر عنوان داد. در این هنگام هنگ ۵۲ پیاده‌نظام به لشکر هجدهم زرهی منتقل گشت و عنوان هنگ ۱۰ پیاده‌نظام به هنگ ۱۰۸ پیاده‌نظام تغییر یافت. علاوه بر این گردان ۳ هنگ ۱۰ پیاده‌نظام به گردان ۳ هنگ ۱۵۶ پیاده‌نظام و گردان ۱ هنگ ۱۰۳ پیاده‌نظام به گردان ۱ هنگ ۱۱۱ پیاده‌نظام در لشکر یازدهم زرهی تغییر عنوان دادند. فرایند تبدیل لشکر تا ۱۲ دسامبر سال ۱۹۴۰ تکمیل گردید.

## فرماندهی

### فرمانده لشکر
- سرلشکر اریش راشیک - ۱۵ اکتبر ۱۹۳۵ تا ۱۰ نوامبر ۱۹۳۸
- سرلشکر اریک هانسن - ۱۰ نوامبر ۱۹۳۸ تا ۱۵ اوت ۱۹۴۰[۴]

### افسر عملیات
- سرهنگ دوم ستاد کارل-اریک کولر - ۱۵ اکتبر ۱۹۳۵ تا ۱۰ نوامبر ۱۹۳۸[۵]
- سرهنگ دوم ستاد کلاوس کول - ۱۰ نوامبر ۱۹۳۸ تا ۱۰ ژوئن ۱۹۴۰
- سروان ستاد (سرگرد ستاد[۵]) گئورگ متسکه - ۱۱ ژوئن تا ۱۵ اوت ۱۹۴۰[۴]

## کتابشناسی
- Nafziger, George (2000). The German Order of Battle: Infantry In World War II. STACKPOLE BOOKS. ISBN 1-85367-393-5.